# Aravani Art Project
Aravani Art Project es un colectivo de arte público de la India, formado por mujeres transgénero y cisgénero. Fundado en 2016, por la artista Poornima Sukumar y con sede en Bangalore, el proyecto reúne a personas de la comunidad trans que pintan murales inspirados en sus vidas y experiencias, dentro y alrededor de los espacios públicos de la ciudad. Recibe su nombre del Aravani Festival que se lleva a cabo en el Templo Koothandavar, Tamil Nadu, donde miles de miembros de la comunidad trans se reúnen para realizar los rituales de matrimonio con el dios Iraván. Aunque comenzó localmente en Bangalore, las miembros del proyecto viajan a diferentes partes de la India y Sri Lanka en su misión de crear conciencia y recuperar espacios públicos a través del arte.

## Historia
En 2015, la artista Poornima Sukumar se inspiró en el Aravani Festival del Templo Koovagam, para nombrar y crear el proyecto que se convirtió, más tarde, en Aravani Art Project. Fueron dirigidas por Sukumar, quién tenía experiencia y conocimiento de las vidas de las personas trans en la India, que se identifican como hijra, a través de su investigación documental. El proyecto fue creado como un espacio donde los miembros de la comunidad pudieran participar en conversaciones y transformar sus narrativas a través del arte urbano. La iniciativa se puso en marcha en Bangalore en 2016, donde se reunieron algunas miembros de la comunidad trans hijra y pintaron su primer mural.
Desde este momento, Sukumar y su equipo, que incluye a Shanthi Muniswamy, Karnika Bai, Vicky Shinde, Kanchana, Jyothi, Shwetha, Smita Avimuktha, Varsha, Chandri, Purushi, Aishu, Mayuri, Kajal y muchas otras personas de la comunidad trans, han participado activamente en varios proyectos de pintura en todo el país. Aunque el proyecto fue fundado por Sukumar, tomó forma con la incorporación como directora artística de Sadhna Prasad, tras lo que el equipo quedó conformado por Nandini Rajaram, Murugan, Deepak George, Boodhesh, Aditi, entre otras.
En 2024, el colectivo estaba formado por 35 mujeres trans y 10 mujeres cis; y su directora era Nandini Rajaram.

## Descripción
El trabajo inicial de Aravani Art Project se centró en piezas de pequeña escala donde utilizaban las metáforas del muro como sociedad. Luego, pintaron coloridos murales de grandes dimensiones, y los miembros de la comunidad se situaban frente a ese telón de fondo, camuflados en los mismos patrones de color, con el objetivo de significar su inclusión dentro de la sociedad. Posteriormente, el proyecto se amplió para pintar murales en diferentes espacios metropolitanos de la India y realizó un proyecto internacional en Colombo, Sri Lanka.
Asimismo, las integrantes del colectivo fueron aumentando y se fueron sumando a la creación de pinturas en diversas partes del país, creciendo a gran escala desde sus inicios en 2016. Han completado más de 60 proyectos artísticos que se puede ver en varios lugares de la India, incluidos Bangalore, Hyderabad, Delhi, Jaipur, Kolkata, Chennai, Pune, Bombay y Kochi, así como a nivel internacional en Katmandú, Nepal y Colombo, Sri Lanka.
Han trabajado con fundaciones y para varias empresas multinacionales como Microsoft, Wipro, Goldmann Sachs, JP Morgan o Facebook. También han colaborado con teatros locales, galerías de arte, bibliotecas públicas e instituciones educativas en la realización de talleres y la creación de murales que informan e iluminan estéticamente los espacios públicos.
La St+Art India Foundation, en Delhi, las invitó a trabajar en un mural a gran escala en la pared de una escuela en Lodhi Colony: Trans Lives Matter. Obra que, además, contó con la colaboración de mujeres de la comunidad trans de Delhi. El mural rindió homenaje a las personas transgénero que allanaron el camino para la concientización y el activismo social dentro de sus comunidades. También, pintaron en 2020, The Story of Bangalore, un mural para la fachada del Museo de Arte y Fotografía de la India.
En 2022, Aravani Art Project pintó murales de gran formato en la entrada y la pasarela de la Feria de Arte de la India.
En 2024, fueron invitadas a participar por primera vez en la 60.ª Bienal de Venecia, con su obra de gran formato: Diaspore, que refleja la diversidad y muestra como es sentirse "extranjero" en el propio cuerpo y los procesos de transición, disforia y aceptación que experimentan las personas trans al reconocer sus identidades. Fueron representadas por 3 de sus artistas Shanthi Muniswamy, Jyoti H Tirakanagowda y Karnika Bai. Su participación las convirtió en el primer colectivo de artistas trans y cis en crear un mural en la historia del evento.

## Estilo
Las obras de arte creadas por Aravani Art Project son principalmente murales que se extienden a lo largo de paredes de espacios urbanos, aulas, fachadas de escuelas y universidades e incluso pasillos de edificios públicos como teatros, oficinas corporativas, bibliotecas y restaurantes y pubs. En cada proyecto mural se encapsula un tema específico relacionado con el género, la sexualidad, la libertad e incluso la conciencia ecológica. Las ubicaciones de estos murales suelen estar cerca de sus espacios comunitarios, con el fin de garantizar una relación cercana con sus orígenes.
Su práctica artística tiene como objetivo cuidar el lenguaje tradicional, las canciones, los mitos y las historias de la comunidad transgénero. Las formas de arte reflejan un estilo de dibujo y pintura vectorial. Muchos de ellos contienen mensajes de una línea que enfatizan la libertad, la dignidad de la existencia, las diferencias en las vidas humanas y la importancia de las prácticas sostenibles. Utilizan colores y pigmentos vívidos para aludir a sus raíces indias y a sus identidades queer.

## Temas
Aravani Art Project busca impulsar un cambio en la forma en que las experiencias y vidas transgénero son vistas en la sociedad. Los miembros de la comunidad transgénero reclaman cada vez más, visibilidad, inclusión y oportunidades legítimas en la sociedad; aunque su representación en la cultura popular ha aumentado en cierta medida desde antes. Sin embargo, el estigma en torno a sus identidades y expresión de género aún persiste, y en la mayoría de los espacios se enfrentan a discriminación y desigualdades sistémicas, incluso a la violencia.
Además, visibiliza la ocupación de espacios que se les niegan a personas de comunidades minoritarias de género y sexuales. A través del arte, pretenden crear conciencia y aumentar las conversaciones sobre derechos, compartiendo experiencias y reclamando espacios. Intentan crear un cambio en la sociedad a través de una forma de activismo artístico que permite a los miembros de la comunidad LGBT ingresar a los espacios públicos con confianza y crear experiencias seguras.

## Obra (selección)
- 2016 - Dharavi Wall Mural, en el que Aarogya Seva y el grupo de rap juvenil Dawgz, en colaboración con The Humsafar Trust Mumbai, invitaron a los miembros del Aravani Art Project a pintar un muro común en Dharavi, donde se reunieron muchos jóvenes y niños.
- 2017 - Meri Identity, Meri Pehchaan, el proyecto colaboró con Pushpa Mai y todos sus discípulos de la comunidad trans de Rajasthan, en la creación de un mural en la estación de metro Vivek Vihar en Jaipur. El objetivo del mural fue crear conciencia sobre las desigualdades estructurales que enfrenta la comunidad transgénero a la hora de acceder a fondos, empleos y servicios públicos debido a la falta de sistemas de identificación.[27]
- 2018 - Story Walls, realizados en colaboración con Pratham Books, en el se pintaron tres paredes de aulas, en más de tres escuelas gubernamentales diferentes, resaltando las narrativas trans y de mujeres.
- 2019 - Not Just Faces, que consta de una exposición de 60 retratos pintados por sus miembros, acompañados de narraciones orales de sus vidas y experiencias, que fue exhibido en el Serendipity Arts Festival en Goa.[28]
- 2020 - Social Impact Mural, en el que Soho House Bombay encargó al proyecto crear un mural que resaltara la igualdad, la fraternidad y la sostenibilidad en una pared frente a una playa privada.[29]

## Reconocimientos
Recibieron una subvención Awesome Without Borders de la Awesome Foundation, en julio de 2017.